# إرغولين
إرغولين هو مركب كيميائي الذي يرد في مجموعة متنوعة من أشباه القلويات التركيب الهيكلي. ل مشتقات إرغولين تستخدم سريريا لغرض تضيق الأوعية (5-HT1 منبهات مستقبلات - الإرغوتامين) وفي علاج الصداع النصفي (تستخدم مع الكافيين) و مرض باركنسون . وتورط بعض قلويدات إرجولين وجدت في الإرجوت الفطريات في حالة التسمم الأرغوني، والذي يسبب أعراض المتشنجة وغرغرينا. وتشمل الآخرين مخدرأدوية (مثل ثنائي إيثيل أميد حمض الليسرجيك وبعض القلويدات في الديداء الالوان الثلاثة والأنواع ذات الصلة[بحاجة لمصدر]).

## الإستخدامات
بالإضافة إلى التي تحدث بشكل طبيعي إرغونوفين (يستخدم كمؤشر وكمعجل للولادة) والإرغوتامين ( كمضيق للأوعية المستخدمة للسيطرة على الصداع النصفي)، مشتقات اصطناعية من أهمية هي تعجيل للولادة ميثرجين، و مضاد للصداع النصفي و أدوية ثنائي هيدروأرغوتامين وميثيسرجيد، هيدرجين (خليط من mesylates داى هيدرو إرجوتوكسين، ملح أو إستر لحمض ميثان سلفونك INN: mesylates ergoline)، و بروموكريبتين، وتستخدم لأغراض عديدة بما في ذلك العلاج من مرض باركنسون. تشمل أحدث الإرجولينات الاصطناعية المستخدمة لمرض باركنسون بيرغوليد بيرجوليد و يسوريد.